# (8340) Mumma
(8340) Mumma (1985 TS1) – planetoida z pasa głównego asteroid okrążająca Słońce w ciągu 5,12 lat w średniej odległości 2,97 au. Odkryta 15 października 1985 roku.